# Славољуб Лазетић
Славољуб Саша Лазетић (Куршумлија, 1950) српски је привредник, ликовни уметник и спортиста.
На ликовну сцену Србије Славољуб Лазетић је ступио као гимназијалац. Своју ликовност изградио је посећивањем часова сликања признатих нишких академских сликара и едукацијом у познатим светским музејима и галеријама. До сада је излагао не колективним и самосталним изложбама у земљи и иностранству. Поред сликарства бавио се комерцијалним пословима и економским односима са иностранством. Активно се бави и џудо спортом. У овом спорту носилац је безброј звања од којих су најзначајнија; мајстор џудоа-црни појас 5. дан и црног појаса 2. дан кодокан.

## Живот
Рођен је 1950. године од оца Милана. Већи део школовања обавио је у Нишу где је дипломирао на Економском факултету.
Током гимназијских дана посећивао је часове сликања код најпризнатијих нишких академских сликара, да би ликовну едукацију наставио изучавањем књига из области ликовне уметности и обиласком најпознатијих светских галерија и музеја.
Још као основац Лазетић је 1964. године започео успешну каријеру спрортисте, када је постао активни члан Џудо клуба Ниш. У том клубу постигао је врхунске резултате на републичким и савезним такмичењима у некадашњој Југославији. Убрзо, још као средњошколац, прелази у Београд, где стиче пунолетсво и у сезони 1968/69 брани боје Џудо клуба Партизан, који је у том периоду био најпознатији и највећи џудо клуб у Србији. Када је био на врхунцу спортске славе и успеха, након свега пар година боравка у Београду, Лазетић се враћа у Ниш како би наставио редовно школовање на Економски факултету Универзитета у Нишу. Пре тога две године студирао је филозофију, на Београдском универзитету, али је због немогућности родитеља да покрију трошкове студирања био принуђен да се одрекне овог животног опредељења. Најзначајнија признања у спорту су му; мајстор џудоа црни појас 5 дан и црни појас 2 дан у кодокану.
По завршетку економског факултета 1979. године Славољуб Лезетић је као дипломирани економст, засновао радни однос у тадашњој Фабрици машина за прање Електронске индустрије у Нишу. У Електронској индустрији остао је са мањим прекидима дуги низ година, обављајући одговорне дужности почев од; шефа набавке, руководиоца извозно–увозне службе, а касније и вишегодишњег генералног директора Фабрике машина за прање препознатљиве у некадашњој Југославији по слогану „Еида бела линија будућности.“
Како од раних школских дана, тако и касније као вођа једне од највећих фабрика у Нишу, Лазетић је увек налазио време да се посвети и другим активностима, његовим великим препкупацијама и љубавима из младости; спорту (дисциплина џудо) и сликарству, које су према његовим речима (да његов живот није кренуо другим током) „могле да буду једна од његових животних професија“.
Све време живота, прво у сликарству, а потом и у професионалном бављењу спортом Лазетић је налазио излаз из сувопарног света финансија и комерцијале у коме је највећи део стваралачког живота проводио, истовремено и непрестано борећи се са закономерностима бизниса. Зато се може рећи да је животна биографија Славољуба Лазетића заправо јединствени спој спорта, бизниса и сликарства.
Члан и један од оснивача Ротари клуба Ниш од 1996. године.
Са својом породицом живи и ствара у Нишу у својству слободног уметника и бизнисмена.

## Сликарство Славољуба Лазетића
На трновитом путу кондензације виђеног и тражења сопственог места у огромној групацији стилова, вођен само њему сопственом интуицијом Славољуб Лазетић је усмерио властити ликовни израз стазом којом су се кретали са почетка 20. века експресионисти. Користећи се једним специфичним односом према боји, њеним валерским вредностима, који је попримио од овог покрета, Саша Лазетић је крену у своје стваралаштво једном колористичком стазом, радуковане форме, све до знаковног закључка о виђеном.
Омиљена тема у његовим делима је женски акт, који он слика: одважно, искрено и снажно без пардона. Поред актова Славољуб Лазетић слика и пејзаже, портрете и мртву природу.
Његово сликарство је одраз поднебља у коме је поникао и одрастао и одраз словенске ћуди и меланхолије која је дубоко усађена у његовој личности. Његови пејзажи, достојни сваке „пристојније“ галерије, су одраз завичаја како га је он доживео.
У својим делима он боју често наноси широким и нервозним потезима, понекад остављајући оазе чистог платна које добијају своју хроматску вредност оптичком мешавином околних боја.
Посебу пажњу привлаче Лазетићеви цртежи - са доминантном, лако вођеном, линијом која својим ритмом, треперавим кретањем даје цртежу мекоћу графичке вредности.

## Самосталне и колективне изложбе
- 1995. Ниш, Галерија „Рам Арт“, „Лазетић“, изложба слика.
- 1996. Ниш, Ред Пункт, „Актови“, изложба слика и цртежа.

## Колективне изложбе
- 2002. Ниш, Галерија „Рам Арт“, 10 година модерне галерије.

## Признања
- Октобарска награда града Ниша, 1992. године за друштвено – спортски рад.[1]